# Aegolipton babai
Aegolipton babai är en skalbaggsart som först beskrevs av Komiya och Makihara 2001.  Aegolipton babai ingår i släktet Aegolipton och familjen långhorningar. Inga underarter finns listade i Catalogue of Life.